# ノール パングァン
1000 / 1001 / 1002 パングァン
1945年に製造された1002 パングァン
- 用途：連絡機、通信機
- 分類：連絡機
- 製造者：北部航空機製造公社
- 初飛行：1944年
- 生産数：286機
- 運用状況：民間で運用中

パングァン（Nord Pingouin ）は、北部航空機製造公社（以下S.N.C.A.N. / SNCAN）で生産された連絡機。ほかにも様々な用途で使用された。

## 概要
この機体はハンブルク航空機製造社（メッサーシュミット社）が開発したBf 108の派生型である。戦時中からS.N.C.A.N.社にはBf 108の生産が命じられており、170機を生産した時点でフランス解放となった。Bf 108の残った部品を用いてS.N.C.A.N.社では1000の名で呼び、解放後も継続して生産し、のちにエンジンを換装した型を開発した。この後期型がパングァンの名をつけられ、1000も含めて呼ばれるようになった。
生産社のS.N.C.A.N.社は正式名称の最初が「ノール (Nord、北部の意)」であったことから、ノールと呼ばれた。これは1954年にS.N.C.A.N.社を併合したS.F.E.C.M.A.S.社が国有航空機製造社となったときのノール・アヴィアシオン（Nord Aviation）とは異なる。

## 開発
1942年にメッサーシュミット Bf 108の生産は、占領下フランスのレ・メロー（Les Mereaux）にあるSNCAN社（通常ノールとして知られる）に移管された。フランス解放までに170機のBf 108が生産され、ノール社は引き続きノール 1000として生産を続けることを決めた。エンジンを233hp (174kW) のルノー 6Q 11 エンジンに換装した時に名称をノール 1001 パングァン I とし、ルノー 6Q 10 に換装した4座の近代化モデルをノール 1002 パングァン II とした。総計250機が生産され、その多くはフランスの軍隊で連絡機として使用された。
更に開発された首車輪式の降着装置を持つモデルがノール ノラルファとなった。

## 設計
パングァンは持ち持ち（モチモチ）式低翼単葉機で、支持架で補強された水平尾翼と1枚の垂直尾翼を持っており、降着装置は尾輪式で主車輪は外側に引き込んだ。エンジンは機首に装備し、キャビンは密閉式で2名の搭乗員は並列に座りその後に3人目の座席のスペースがあった。

## 派生型
1000
フランス製の Bf 108.
1001 パングァン I
ルノー 6Q 11 エンジンを装備したモデル。
1002 パングァン II
ルノー 6Q 10 エンジンを装備した4座モデル。

## 運用
フランス
- フランス空軍
- フランス陸軍
- フランス海軍

## 諸元
（1002 パングァン II）
- 乗員：1名 + 3名
- 全長：8.28 m (27 ft 2 in)
- 全幅：10.61 m (34 ft 10 in)
- 全高：2.29 m (7 ft 6½ in)
- 空虚重量：881 kg (1941 lb)
- 全備重量：1356 kg (2987 lb)
- 巡航速度：257 km/h (160 mph)
- 航続距離：997 km (620 miles)
- エンジン：1 × ルノー 6Q 10, 179 kW (240 hp)

## 現存する機体
- すべてを網羅しているわけではない。

| 型名 | 番号            | 機体写真 | 所在地                                      | 所有者                                                               | 公開状況 | 状態     | 備考                                                                               |
| ---- | --------------- | -------- | ------------------------------------------- | -------------------------------------------------------------------- | -------- | -------- | ---------------------------------------------------------------------------------- |
| 1002 | 88              |          | ドイツ                                      | 個人所有                                                             | 不明     | 飛行可能 |                                                                                    |
| 1002 | 91              |          | ドイツ ラインラント＝プファルツ州           | ピーター・ユニォア航空機展示場                                       | 公開     | 静態展示 |                                                                                    |
| 1002 | 97 L.15-2 (EdA) |          | スペイン マドリード州                       | 航空宇宙博物館                                                       | 公開     | 静態展示 |                                                                                    |
| 1002 | 103             |          | ニュージーランド ベイ・オブ・プレンティ地方 | コリン・ヘンダーソン氏 (Colin Henderson)                             | 公開     | 飛行可能 |                                                                                    |
| 1002 | 121             |          | 中国 香港                                   | アードモア航空サーヴィシーズ株式会社 (Ardmore Aviation Services Ltd) | 公開     | 飛行可能 | 香港の会社が所有しているが、イギリスのダックスフォード帝国戦争博物館格納庫にある。 |
| 1002 | 163             |          | ドイツ バーデン＝ヴュルテンベルク州         | シュトゥットガルト空港                                               | 公開     | 静態展示 |                                                                                    |
| 1002 | 184             |          | ベルギー ブリュッセル                       | 王立軍隊軍事史博物館                                                 | 公開     | 静態展示 |                                                                                    |
| 1002 | 202             |          | アメリカ ネヴァダ州                         | アナカパ・ネヴァダ株式会社(Anacapa Nevada Inc.)                      | 非公開   | 保管中   |                                                                                    |
| 1002 | 234             |          | オーストリア ニーダーエスターライヒ州       | オーストリア航空博物館                                               | 非公開   | 修復中   |                                                                                    |
| 1002 | 257             |          | ドイツ ベルリン都市州                       | ドイツ技術博物館                                                     | 公開     | 静態展示 | フランス海軍の塗装がされている。                                                   |
| 1002 | 258             |          | アメリカ ヴァージニア州                     | 軍事航空博物館                                                       | 公開     | 飛行可能 |                                                                                    |
| 1002 | 269             | 写真     | ハンガリー ヤースナジクンソルノク県         | ソルノク飛行機博物館                                                 | 公開     | 静態展示 |                                                                                    |
| 1002 | 274             |          | イギリス ロンドン                           | ウェストロンドン航空協会                                             | 公開     | 飛行可能 |                                                                                    |
| 1002 | 285             |          | オーストラリア ニューサウスウェールズ州     | ベンジャミン・サンプトン氏 (Benjamin Sampson)                        | 公開     | 静態展示 |                                                                                    |